# Elías García Martínez
Elías García Martínez (Requena, 20 de julho de 1858 – Utiel, 1.º de agosto de 1934), foi um pintor espanhol.

## Biografia
García Martínez começou sua carreira artística sua cidade natal, Requena. Estudou na Real Academia de Bellas Artes de San Carlos de Valencia e em Barcelona. Mudou-se para Zaragoza onde se casou com Juliana Condoy Tello. Em 1894, começou a trabalhar como professor assistente na Escuela Provincial de Bellas Artes de Zaragoza onde lecionava o curso de desenho ornamental e pintura de retratos até se aposentar em 1929. Também lecionou como professor do Instituto de Segunda Enseñanza de Zaragoza.

## Ecce Homo
Um dos frescos pintados por García Martínez no Santuario de Misericordia de Borja (Zaragoza), Ecce Homo, recebeu atenção internacional em agosto de 2012 ao ser destruído quando Cecilia Giménez, uma octogenária, tentou restaurar a pintura danificada pela humidade. Desprovida de qualificações profissionais adequadas, a tentativa de recuperar a pintura resultou em danos significativos à obra. O fresco, de pequena importância artística, foi doado pelo pintor à cidade onde costumava passar suas férias e trazia a inscrição do artista "este é o resultado de duas horas de devoção à Virgem de Misericórdia". A notícia do mal sucedido restauro ganhou enorme repercussão internacional, tendo sido publicada em jornais de mais de 160 países e se tornou em um dos maiores fenómenos mediáticos da história. 